# Elżbieta Florczak (Sprawiedliwa wśród Narodów Świata)
Elżbieta Florczak – polska i niemiecka „Sprawiedliwa wśród Narodów Świata”. 

## Życiorys
W trakcie II wojny światowej Elżbieta Florczak, mieszkanka Warszawy, zaangażowała się w pomoc Żydom. Była Niemką, zamężną z miejscowym Polakiem - warszawianinem. W 1942 r. przygarnęła pod swój dach Żydówkę, Dinę Zylberztajn, która przebywała w warszawskim getcie. Z pomocą wujka Dina uciekła z getta i zamieszkała u Elżbiety, która podała ją jako krewną z Berlina, która uciekła przed bombardowaniami. Florczak, kierując się pobudkami humanitarnymi, które przeważały nad względami bezpieczeństwa osobistego lub trudami ekonomicznymi, opiekowała się Diną aż do wyzwolenia.  
11 maja 1987 r. Instytut Jad Waszem uhonorował Elżbietę Florczak medalem „Sprawiedliwy wśród Narodów Świata”.